# رودخانه سرخاب
رودخانه سرخاب (کال شور) از نزدیک روستای کلاته آقازاده شروع می‌شود کلیه جریانهای سطحی و زیرزمینی دشت صفی آباد را زهکشی کرده و پس از عبور ازپایین منگلی و کلاته الو وارد سد باهره و پس از آن به کال شور جاجرم می‌ریزد. 